# Macizo Central
Macizo Central este o arie protejată (arie specială de conservare — SAC, sit de importanță comunitară — SCI) din Spania întinsă pe o suprafață de 46.985,65 ha, integral pe uscat.

## Localizare
Centrul sitului Macizo Central este situat la coordonatele 42°13′03″N 7°17′09″W / 42.2175°N 7.2858°V.

## Înființare
Situl Macizo Central a fost declarat sit de importanță comunitară în decembrie 1997 pentru a proteja 6 specii de plante și 39 de specii de animale. Situl a fost protejat și ca arie specială de conservare în martie 2014.

## Biodiversitate
Situată în ecoregiunile atlantică și mediteraneană, aria protejată conține 28 de habitate naturale: Pajiști oro-iberice cu Festuca indigesta, Păduri de Ilex aquifolium, Fânețe de joasă altitudine (Alopecurus pratensis, Sanguisorba officinalis), Grohotișuri termofile și vest-mediteraneene, Liziere de ierburi înalte hidrofile de câmpie și de nivel montan până la alpin, Lande oro-mediteraneene cu formațiuni endemice de grozamă, Cursuri de apă de la nivel de câmpie la nivel montan, cu vegetație Ranunculion fluitantis și Callitricho-Batrachion, Matorral arborescenți cu Laurus nobilis, Păduri aluvionare cu Alnus glutinosa și Fraxinus excelsior (Alno-Padion, Alnion incanae, Salicion albae), Pajiști cu Molinia pe soluri calcaroase, turboase sau argilos-nămoloase (Molinion caeruleae), Păduri de Castanea sativa, Depresiuni pe substraturi de turbă de Rhynchosporion, Păduri de Quercus ilex și Quercus rotundifolia, Lacuri și iazuri distrofice naturale, Păduri pe pante, grohotișuri și ravene de Tilio-Acerion, Păduri de Quercus suber, Pante stâncoase silicioase cu vegetație casmofită, Formațiuni ierboase bogate în specii de Nardus, dezvoltate pe substraturi silicioase în zone montane (și în zone submontane, în Europa continentală), Peșteri inaccesibile publicului, Pajiști alpine și boreale, Turbării active, Roci stâncoase cu vegetație pionieră de Sedo-Scleranthion sau Sedo albi-Veronicion dillenii, Galerii de Salix alba și de Populus alba, Pajiști umede atlantice temperate cu Erica ciliaris și Erica tetralix, Mlaștini turboase de tranziție și turbării mișcătoare, Pajiști uscate europene, Pseudostepă cu ierburi și specii anuale de Thero-Brachypodietea, Păduri de stejar galițio-portugheze cu Quercus robur și Quercus pyrenaica.
La baza desemnării sitului se află mai multe specii protejate:
- plante (6): Eryngium viviparum, Festuca elegans, Festuca summilusitana, Narcissus asturiensis, Sphagnum pylaesii, Veronica micrantha
- păsări (27): pescăruș albastru (Alcedo atthis), rață mare (Anas platyrhynchos), fâsă-de-câmp (Anthus campestris), fâsă de pădure (Anthus spinoletta), acvilă de munte (Aquila chrysaetos), ciuf de câmp (Asio flammeus), buha (Bubo bubo), caprimulg (Caprimulgus europaeus), șerpar (Circaetus gallicus), erete vânăt (Circus cyaneus), erete cenușiu (Circus pygargus), porumbel de scorbură (Columba oenas), prepeliță (Coturnix coturnix), șoim călător (Falco peregrinus), șoimul rândunelelor (Falco subbuteo), sfrâncioc roșiatic (Lanius collurio), ciocârlie de pădure (Lullula arborea), gușă albastră (Luscinia svecica), mierlă de piatră (Monticola saxatilis), vultur egiptean (Neophron percnopterus), pietrar sur (Oenanthe oenanthe), ciuf-pitic (Otus scops), Perdix perdix hispaniensis, viespar (Pernis apivorus), Pyrrhocorax pyrrhocorax, silvie de tufiș (Sylvia undata), mierlă gulerată (Turdus torquatus)
- amfibieni (1): Discoglossus galganoi
- mamifere (4): Galemys pyrenaicus, vidră de râu (Lutra lutra), liliacul mare cu potcoavă (Rhinolophus ferrumequinum), liliacul mic cu potcoavă (Rhinolophus hipposideros)
- nevertebrate (4): Geomalacus maculosus, rădașcă (Lucanus cervus), Macromia splendens, Oxygastra curtisii
- pești (1): Pseudochondrostoma duriense
- reptile (2): Iberolacerta monticola, Lacerta schreiberi

Pe lângă speciile protejate, pe teritoriul sitului au mai fost identificate 2 specii de păsări, 3 specii de amfibieni, 4 specii de mamifere, 2 specii de reptile.